# Patinage de vitesse aux Jeux olympiques de 2018 - 10 000 mètres hommes
Navigation
Sotchi 2014 Pékin 2022
Le 10 000 mètres masculin de patinage de vitesse aux Jeux olympiques d'hiver de 2018 a lieu le 15 février 2018 à l'Ovale de Gangneung. L'épreuve est présente depuis la première édition des Jeux en 1924 hormis l'édition de 1928.

## Programme
Tous les horaires correspondent à l'UTC+9.
| Date                  | Horaire |
| --------------------- | ------- |
| Jeudi 15 février 2018 | 20 h 00 |

## Records
Avant cette compétition, les records dans cette discipline étaient les suivants :
| Record du monde  | 12 min 36 s 30 | Ted-Jan Bloemen | Canada   | 21 novembre 2015 | Salt Lake City |
| Record olympique | 12 min 44 s 45 | Jorrit Bergsma  | Pays-Bas | 18 février 2014  | Sotchi         |

## Médaillés
| Or                    | Argent               | Bronze                |
| Ted-Jan Bloemen (CAN) | Jorrit Bergsma (NED) | Nicola Tumolero (ITA) |

## Résultats
| Rang | Couple | Ligne | Patineur          | Nationalité  | Temps          | Retard    | Notes |
| ---- | ------ | ----- | ----------------- | ------------ | -------------- | --------- | ----- |
| 1    | 5      | O     | Ted-Jan Bloemen   | Canada       | 12 min 39 s 77 | –         | OR    |
| 2    | 4      | I     | Jorrit Bergsma    | Pays-Bas     | 12 min 41 s 98 | + 2 s 21  |       |
| 3    | 5      | I     | Nicola Tumolero   | Italie       | 12 min 54 s 32 | + 14 s 55 |       |
| 4    | 3      | O     | Lee Seung-hoon    | Corée du Sud | 12 min 55 s 54 | + 15 s 77 |       |
| 5    | 2      | O     | Jordan Belchos    | Canada       | 12 min 59 s 51 | + 19 s 74 |       |
| 6    | 6      | O     | Sven Kramer       | Pays-Bas     | 13 min 01 s 02 | + 21 s 25 |       |
| 7    | 6      | I     | Patrick Beckert   | Allemagne    | 13 min 01 s 94 | + 22 s 17 |       |
| 8    | 1      | O     | Bart Swings       | Belgique     | 13 min 03 s 53 | + 23 s 76 |       |
| 9    | 3      | I     | Moritz Geisreiter | Allemagne    | 13 min 06 s 35 | + 26 s 58 |       |
| 10   | 1      | I     | Ryousuke Tsuchiya | Japon        | 13 min 10 s 31 | + 30 s 54 |       |
| 11   | 2      | I     | Håvard Bøkko      | Norvège      | 13 min 17 s 47 | + 37 s 70 |       |
| 12   | 4      | O     | Davide Ghiotto    | Italie       | 13 min 27 s 09 | + 47 s 32 |       |

Légende: O = Couloir extérieur, I = Couloir intérieur